# (3837) Carr
(3837) Carr est un astéroïde de la ceinture principale.

## Description
(3837) Carr est un astéroïde de la ceinture principale. Il fut découvert le 6 mai 1981 à l'Observatoire Palomar par Carolyn S. Shoemaker. Il présente une orbite caractérisée par un demi-grand axe de 2,43 UA, une excentricité de 0,07 et une inclinaison de 4,8° par rapport à l'écliptique.

## Compléments